# Стамбульський канал
Стамбульський канал (тур. Kanal İstanbul) — назва проєкту штучного водного шляху, який будується в Турецькій Республіці на європейській стороні, що з'єднає Чорне море з Мармуровим морем. Стамбульський канал перетне європейську частину Стамбула і таким чином сформує острів між Азією і Європою (острів матиме берегову лінію з Чорним морем, Мармуровим морем, новим каналом і протокою Босфор). Канал призначений мінімізувати судноплавство у Босфорській протоці. За попередніми планами, проєкт мав бути закінчений до 100-річного ювілею зі дня заснування Турецької Республіки у 2023 році, проте пізніше терміни виконання відклали до 2027 року.

## Мета
Основною метою проєкту є скорочення морського трафіку через Босфор і зведення до мінімуму ризиків і небезпек, що пов'язані зокрема із танкерами. З 56 000 суден, що проходять щорічно Босфором, налічується 10000 танкерів, які перевозять 145 млн т сирої нафти.
Якщо плани з будівництва вдасться реалізувати, то судноплавство в Босфорі буде припинено. У всякому разі, так заявляв Реджеп Тайіп Ердоган ще у 2011 році. Згідно з проєктом, канал протяжністю 45—50 км з'єднає Мармурове море з Чорним. Його глибина складе 25 м, а ширина — 150 м. Вартість проєкту оцінюється в 10 мільярдів доларів. Проєкт фінансуватиметься повністю за рахунок внутрішніх джерел. За попередніми розрахунками, пропускна здатність нового каналу складе 85 000 суден за рік.
У таблиці нижче наведено загальний обсяг і кількість великих кораблів, що проходять через Босфор.
| Рік  | Загальний тоннаж | Довші за 200 метрів |
| ---- | ---------------- | ------------------- |
| 2006 | 475 796 880      | 3 653               |
| 2007 | 484 867 696      | 3 653               |
| 2008 | 513 639 614      | 3 911               |
| 2009 | 514 656 446      | 3 871               |
| 2010 | 505 615 881      | 3 623               |
| 2011 | 523 543 509      | 3 800               |
| 2012 | 550 526 579      | 3 866               |
| 2013 | 551 771 780      | 3 801               |
| 2014 | 582 468 334      | 3 895               |
| 2015 | 565 216 784      | 3 930               |
| 2016 | 565 282 287      | 3 873               |
| 2017 | 599 324 748      | 4 005               |
| 2018 | 613 088 166      | 4 106               |
| 2019 | 638 892 062      | 4 400               |
| 2020 | 619 758 776      | 4 952               |

До слова, можливість побудови каналу і заборона на прохід суден через Босфор торкаються питань дотримання міжнародних домовленостей. Туреччина зв'язана положеннями Конвенції Монтре 1936 року, згідно з якою вона не може заборонити прохід через свої протоки.